# Chloris suringarii
Chloris suringarii là một loài thực vật có hoa trong họ Hòa thảo. Loài này được C.L.Hitchc. mô tả khoa học đầu tiên năm 1912.